# Делятинський лісокомбінат
Делятинський лісокомбінат — промислове підприємство в Делятині Надвірнянському районі Івано-Франківської області України.

## Історія
Лісорозробки та заготівлі дров у лісах у районі Делятина проводилися досить давно. На початку XX століття уже діяв тартак, яка належала капіталісту Кляйну. Після початку Першої світової війни місцевість стала зоною бойових дій.
Пізніше, коли місто знаходилося у складі Станіславівського воєводства Польської Республіки, у Делятині та його околицях виникло кілька невеликих приватних лісопильних заводів, умови праці на яких були важкими (тривалість робочого дня становила 12 годин), а зарплати – низькі. Після початку світової економічної кризи в 1929 ці лісопильні підприємства були закриті і з 1930 до 1932 не функціонували.
Влітку 1938 року їхню роботу знову було зупинено.
У вересні 1939 року Делятин був окупований СРСР, після чого лісопильний завод, що знаходився тут, був націоналізований. Надалі, 1940 року, Делятин перейшов зі статусу міста в статус селища міського типу. У цей же час було вжито заходів для розвитку в селищі лісової промисловості.
Під час німецько-радянської війни з 1941 до 26 липня 1944 року Делятин був окупований німецькими та угорськими військами та перетворений на укріплений опорний пункт.
Відповідно до четвертого п'ятирічного плану відновлення та розвитку народного господарства СРСР на початку 1945 року на базі раніше існуючого лісопильного заводу було організовано лісокомбінат, до складу якого увійшли два лісопункти і три цехи (столярний, деревообробний і меблевий). У наступні роки обсяги виробництва та рівень механізації на підприємстві зростали (1959 року рівень заготівлі деревини з використанням бензопилок та електричного інструменту становив 73,7%, а до 1967 року збільшився майже до 100%).
У 1970 році основною продукцією комбінату були столи, шафи, тумбочки, пасажирські ліфти та лісоматеріали; його продукція використовувалася в СРСР і експортувалася до країн Варшавського договору і ФРН.
Загалом, за радянських часів лісокомбінат був одним із найбільших підприємств селища, на його балансі знаходилися об'єкти соціальної інфраструктури (гуртожитки робітників, крамниці, їдальня та хлібопекарня).
Після відновлення незалежности України державне підприємство було перетворено на відкрите акціонерне товариство.
У травні 1995 року Кабінет Міністрів України ухвалив рішення про приватизацію лісокомбінату.
1 серпня 2006 року господарський суд Івано-Франківської області визнав Делятинський лісокомбінат банкрутом, після чого розпочалася ліквідація підприємства.